# Flugunfall der Iberia bei Getafe
Der Flugunfall der Iberia bei Getafe ereignete sich auf einem internationalen Linienflug der Iberia von Tanger nach Madrid am 28. Oktober 1957. Im Anflug auf den Zielflughafen kam es zu einem Brand am linken Triebwerk der auf diesem Flug verwendeten Douglas C-47A-75-DL (DC-3). Das Triebwerk brach wenig später von der Maschine ab, woraufhin die Douglas bei Getafe unkontrolliert abstürzte. Bei dem Unfall starben alle 21 Insassen der Maschine.

## Maschine
Die betroffene Maschine war eine 1943 gebaute Douglas C-47A-75-DL (DC-3) mit der Werknummer 19332, die 1943 im Werk der Douglas Aircraft Company in Long Beach, Kalifornien gebaut und mit dem militärischen Luftfahrzeugkennzeichen 42-100869 an die United States Army Air Forces (USAAF) ausgeliefert wurde. Nach dem Krieg wurde die C-47 als Überbestand der USAAF kategorisiert und ausgeflottet. Die Maschine wurde nach Spanien verkauft und zu einer zivilen DC-3 umgebaut. Das Flugzeug ging dann im Dezember 1947 mit dem Luftfahrzeugkennzeichen EC-DAV in Betrieb. Am 20. Oktober 1947 ging die Maschine dann an die Iberia, die sie als EC-ACH zuließ. Die DC-3 wurde von zwei Doppelsternmotoren Pratt & Whitney R-1830-92 Twin Wasp mit je 1.200 PS Leistung angetrieben.

## Passagiere und Besatzung
Den Flug von Tanger nach Madrid hatten 17 Passagiere angetreten. Es befand sich eine vierköpfige Besatzung an Bord der Maschine.

## Unfallhergang
Die Maschine befand sich im Anflug auf Madrid, als die Piloten um 17:59 Uhr Kontakt mit der dortigen Flugsicherung aufnahmen und meldeten, dass der Flug routinemäßig verliefe und man den Flughafen in Sicht habe. Die Piloten forderten die Parameter für die Landung und verlangten, dass das ILS eingeschaltet wird, um die Flugzeugsysteme unter den vorherrschenden visuellen meteorologischen Bedingungen zu testen. Die Flugsicherung in Barajas antwortete: „Landebahn 33, Windstille, QNH 30.13, Meldung über Erreichen des Basisabschnitts, ILS außer Betrieb.“ Um 18:03 Uhr meldete sich die Besatzung bei der Bezirkskontrollstelle Paracuellos und meldete Luftnotlage, da das linke Triebwerk der Maschine in Flammen stand. Der Maschine wurde absolute Priorität für die Nutzung jeglicher Landebahnen eingeräumt. Dies war der letzte Funkkontakt mit dem Flugzeug. Kurz darauf riss das linke Triebwerk ab und 30 Sekunden später war an der Maschine aus der Ferne ein intensives Licht zu sehen, das von einem Feuer verursacht wurde. Die Douglas zog eine schwarze Rauchspur hinter sich her. Nach dem Flug einer Kurve begann die Maschine rapide an Höhe zu verlieren und stürzte in der Nähe von Getafe zu Boden. Das Flugzeug wurde durch den Brand nach dem Absturz zerstört und alle 21 Insassen kamen ums Leben.

## Ursache
Der Brand wurde durch einen Fremdkörper aus Magnesium, der sich in der linken Triebwerksgondel hinter dem Brandschutzschott befand, ausgelöst. Nachdem dieser abgebrannt war, habe austretender Treibstoff begonnen sich zu entzünden. Durch die Hitzeeinwirkung habe kurz darauf der obere Holm der Triebwerksbefestigung versagt, wodurch das Triebwerk nur noch von den beiden unteren Befestigungspunkten gehalten wurde, bis diese schließlich durchbrachen. Das Fahrwerk der Maschine war beim Aufprall ausgefahren. Dass das Feuer sich so rasch ausgebreitet hatte, wurde entweder auf das Ausfahren des Fahrwerks oder auf ein Übergreifen des Brandes auf den Ölbehälter zurückgeführt. Die Temperatur sei daraufhin rasch angestiegen und habe möglicherweise die Feuermeldeanlage außer Betrieb gesetzt. Es wurde für möglich gehalten, dass im Flug die Notausstiege geöffnet wurden, um nach dem Aufsetzen eine schnelle Evakuierung zu ermöglichen. Hierauf deuteten Brandspuren im Inneren des Frachtabteils und der Kabine hin.